# المناطق المتمتعة بالحكم الذاتي في البرتغال
المناطق المتمتعة بالحكم الذاتي في البرتغال هي مناطق في دولة البرتغال تتمتع باستقلالها وبالحكم الذاتي وفق الدستور، وهما منطقتان؛ ماديرا والأزور، ويُشكلان مع بقية المناطق جمهورية البرتغال. كما نص عليه الدستور البرتغالي، تعتبر منطقة الحكم الذاتي لها الحكم السياسي والنظام الأساسي الإداري الخاص ولها حكومتها الخاصة. فروع الحكومة هي السلطة التنفيذية الإقليمية، والبرلمان التشريعي. يتم انتخاب البرلمان بالاقتراع العام، وذلك باستخدام طريقة التمثيل النسبي.